# Frigyes Hidas

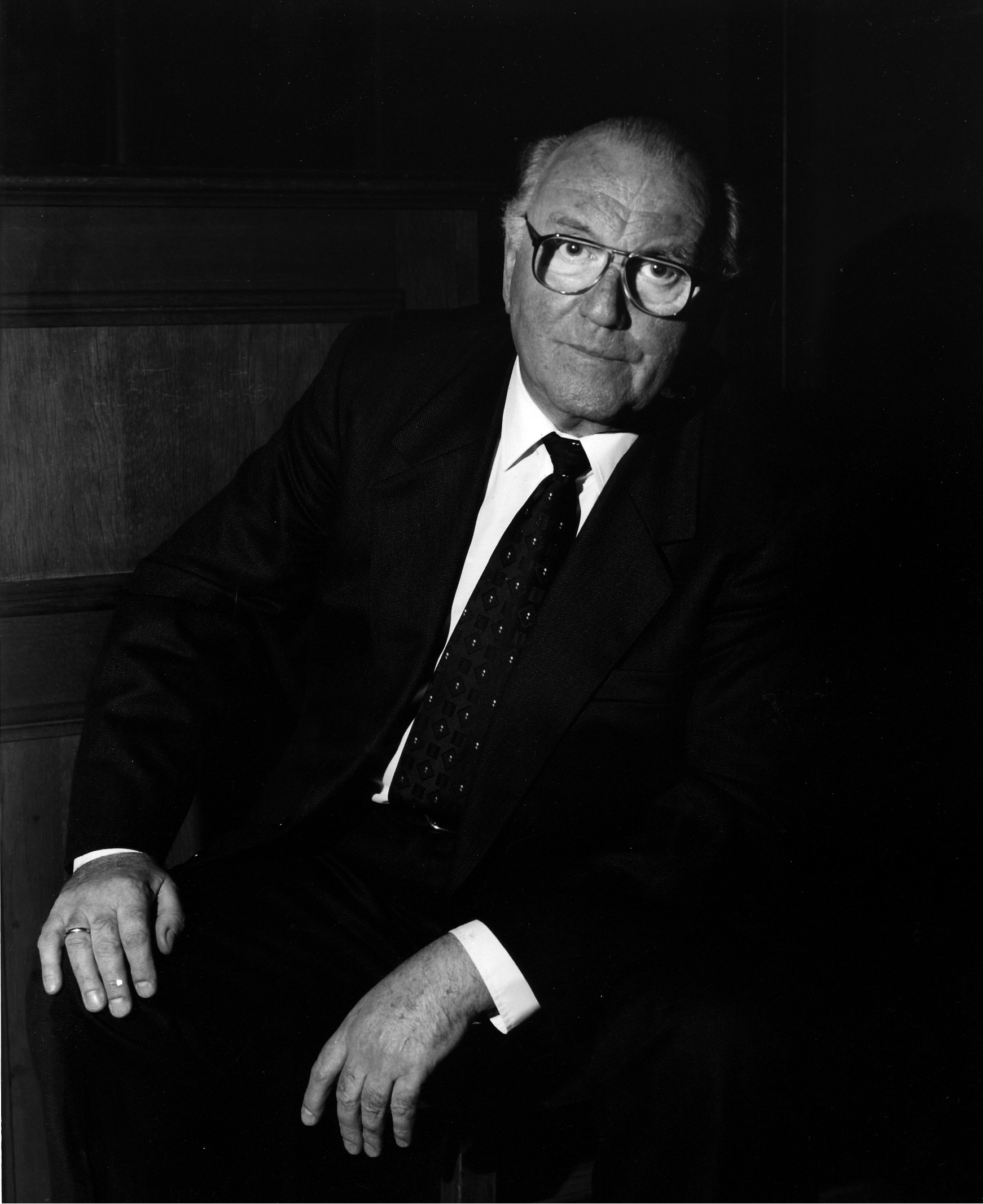
Frigyes Hidas (2001)

Frigyes Hidas [ˈfriɟɛʃ ˈhidɒʃ] (* 25. Mai 1928 in Budapest; Ungarn; † 7. März 2007 ebenda) war ein ungarischer Komponist.

## Leben
Hidas studierte Komposition an der Franz-Liszt-Musikakademie in seinem Heimatort bei János Visky. Von 1951 bis 1966 war Hidas Orchesterleiter beim Nationaltheater und wurde nach seinem Ausscheiden im selben Jahr Orchesterleiter und Intendant des Volkstheaters Budapest. Das blieb er bis 1974, als er Musikdirektor beim Städtischen Operettentheater wurde. Nachdem er im Jahr 1979 diese Stellung verlassen hatte, war er freischaffender Komponist.

## Werke
Hidas schrieb ausschließlich tonale Werke, da er fest an Harmonien und Melodien glaubte. Sein Gesamtwerk enthält sämtliche Gattungen: Opern, Ballette, Konzerte, Orchesterwerke, Kammermusik, Chorwerke und Solostücke. Beachtung finden vor allem seine Kammermusik für Bläser und seine Werke für Blasorchester. Besonders erwähnenswert ist sein Konzert für Oboe und Orchester Nr. 1; es ist heutzutage das meistgespielte ungarische Oboenkonzert. Stilistisch sind seine Werke der Romantik zuzuordnen.